# Jorge Cueva
Jorge Cueva, también conocido como Mr. Tempo, es un restaurantero y empresario de Guadalajara, Jalisco, México.

## Primeros años
Jorge Cueva nació en Guadalajara, Jalisco, el 6 de febrero de 1974. A la edad de 18 años, dejó Jalisco con su padre, rumbo a California, Estados Unidos.

## Carrera
En 1991, Cueva se mudó a Tacoma, Washington, donde trabajó como lavaplatos, y luego como camarero en un restaurante de Seattle, WA, durante algunos años. Durante los siguientes años, trabajó en diferentes áreas en varios restaurantes, incluido el de Sharky, donde se convirtió en un ejecutivo.
Cueva se convirtió en un emprendedor con varios años de experiencia en la industria de los restaurantes. Después de trabajar en varios restaurantes estadounidenses durante varios años, finalmente abrió su primer restaurante en Washington D. C., y lo llamó Mucho Loco.
Cueva estableció cadenas de restaurantes en todo California. En 2014, abrió Tempo Cantina en Brea, California. Más adelante, durante los próximos tres años, abriría dos establecimientos más en Anaheim y Downey. En 2017, abrió el restaurante King & Queen Cantina en San Diego.
Recientemente, Cueva está extendiendo su marca de restaurantes a su país de origen, México. Ya ha montado un local en Valle de Guadalupe, Ensenada, y tiene más restaurantes en construcción en otras ubicaciones mexicanas.